# Drsný časy
Drsný časy (v anglickém originále Harsh Times) je americký kriminální film z roku 2005. Režisérem filmu je David Ayer. Hlavní role ve filmu ztvárnili Christian Bale, Freddy Rodriguez, Eva Longoria, Tammy Trull a Terry Crews.

## Obsazení
| Christian Bale   | Jim Davis      |
| Freddy Rodriguez | Mike Alonzo    |
| Eva Longoria     | Sylvia         |
| Tammy Trull      | Marta          |
| Terry Crews      | Darrell        |
| Samantha Esteban | Letty          |
| Tania Verafield  | Patty          |
| Noel Gugliemi    | Flaco          |
| J. K. Simmons    | agent Richards |